# W64
A W64 foi uma ogiva nuclear desenhada no Laboratório Nacional Los Alamos que entrou em competição contra a W63 do Laboratório Nacional Lawrence Livermore para desenhar uma arma de radiação avançada (uma bomba de nêutrons) para o exército estado-unidense usar no míssil tático superfície-superfície MGM-52 Lance. 
Em julho de 1964 ambos os laboratórios começaram a desenvolver as suas armas. O desenho de Los Alamos, W64 foi cancelado em setembro de 1964 em favor da W63. Em novembro de 1966 a W63 foi cancelada em favor da W70. No final a W70 seria a ogiva a entrar em produção.